# Mtewem
 (décembre 2011).
Si vous disposez d'ouvrages ou d'articles de référence ou si vous connaissez des sites web de qualité traitant du thème abordé ici, merci de compléter l'article en donnant les références utiles à sa vérifiabilité et en les liant à la section « Notes et références ».
Le mtewem ou tajine mtewem (مثوم, en arabe) est un plat algérien, et plus précisément algérois, fait à base de boulettes de viande hachée, de morceaux de poulet ou de viande d'agneau et d'amandes. Sa sauce est préparée avec un oignon râpé et beaucoup d'ail, comme son nom l'indique (« mtewem » veut dire « avec de l'ail »).
C'est un plat traditionnel qui est très consommé lors du mois de ramadan et qu'on prépare souvent quand on reçoit des invités à Alger. Avec le couscous, c'est également un plat incontournable des mariages de l'Algérois.
Les ménagères remplacent parfois les amandes par des pois chiches. Les recettes diffèrent d'une maison à une autre et sont transmises de génération en génération. Il peut être préparé avec de la sauce blanche ou rouge.

## Ingrédients
Les ingrédients de ce plat sont :
- viande de mouton, épaule ou du blanc de poulet
- viande hachée
- blanc d’œuf
- pois chiches
- ail
- oignon
- amandes pelées et grillées
- beurre ou huile d’olive
- Sel, poivre et cumin

Les boulettes de viande hachée peuvent également être piquées avec les amandes.
Ce plat est dégusté tout seul comme un tajine. Mais il peut être servi avec des pâtes langue d’oiseau ou du riz blanc.